# Jamaica en los Juegos Olímpicos de Río de Janeiro 2016
Jamaica estuvo representada en los Juegos Olímpicos de Río de Janeiro 2016 por un total de 59 deportistas que compitieron en 4 deportes. Responsable del equipo olímpico es la Asociación Olímpica de Jamaica, así como las federaciones deportivas nacionales de cada deporte con participación.
La portadora de la bandera en la ceremonia de apertura fue la atleta Shelly-Ann Fraser-Pryce.

## Medallistas
El equipo olímpico de Jamaica obtuvo las siguientes medallas:
| Nombre                                                                                     | Deporte   | Competición    |
| ------------------------------------------------------------------------------------------ | --------- | -------------- |
| Oro                                                                                        |           |                |
| Elaine Thompson                                                                            | Atletismo | 100 m F        |
| Usain Bolt                                                                                 | Atletismo | 100 m M        |
| Omar McLeod                                                                                | Atletismo | 100 m vallas M |
| Elaine Thompson                                                                            | Atletismo | 200 m F        |
| Usain Bolt                                                                                 | Atletismo | 200 m M        |
| Asafa Powell Yohan Blake Nickel Ashmeade Usain Bolt                                        | Atletismo | 4 × 100 m M    |
| Plata                                                                                      |           |                |
| Christania Williams Elaine Thompson Veronica Campbell-Brown Shelly-Ann Fraser-Pryce        | Atletismo | 4 × 100 m F    |
| Stephenie Ann McPherson Anneisha McLaughlin-Whilby Shericka Jackson Novlene Williams-Mills | Atletismo | 4 × 400 m F    |
| Peter Matthews Nathon Allen Fitzroy Dunkley Javon Francis                                  | Atletismo | 4 × 400 m M    |
| Bronce                                                                                     |           |                |
| Shelly-Ann Fraser-Pryce                                                                    | Atletismo | 100 m F        |
| Shericka Jackson                                                                           | Atletismo | 400 m F        |